# いろはめる
いろは める（1997年7月10日 - ）は、日本の元AV女優。

## 略歴・人物
東京都出身。2016年6月にデビューした小柄で華奢なロリ系AV女優。デビューのきっかけは、レズ友と別れたこと。
初体験の相手は親戚のおじさん。年上好きで、初の彼氏は体重120kgでバツ2の54歳だった。
2018年1月をもってAV関係の仕事を一部を除いて卒業していたこと、今後は、不定期の撮影会のみで活動していくことを2018年2月3日に発表。

## 出演作品

### アダルトDVD
2016年
- 初撮。つるつる 141cmのリトルガール。 いろはめる（6月1日、ミニマム）
- 私の事を愛してくれる友達のお父さん。 141cmつるつる いろはめる（7月1日、ミニマム）
- 葛飾共同区営団地 日焼け少女わいせつ映像 3（8月26日、I.B.WORKS）
- 過激なオプションで大人気。 予約の取れない添い寝リフレ。（9月1日、ミニマム）※AV OPEN 2016 乙女部門2位
- 親が寝静まった後、無防備な妹の尻を見ていると、妙に興奮してしまい勃起チ○コを即ズボ!? 最初は嫌がっていた妹も何度もイッてしまいスイッチが入ったのか、妹から求めるまさかの2回戦中出し!?（9月9日、DOC）
- 姪っ子姉妹 〜帰省した7日間のゆかりとめるの記録〜（9月23日、TMA）
- 父・祖父のすぐ側でイタズラされても抵抗出来ない男湯ギリギリOK娘 2（9月23日、DOC）
- 愛する妻が知らない男に唾液たっぷり接吻しながら腰振り騎乗位でガッツリ痴女ってる姿を見てたらなぜかセンズリこきたくなっちゃった僕。（9月30日、アウダースジャパン）
- 必殺!白目剥いても地獄突き（9月30日、NON）
- JSC 〜JK SWIMMINGWEAR COLLECTION〜 アナタはどの水着まで着れる? vol.02（10月14日、DOC）※「ちほ」名義
- ちっぱいな細身っ娘 かわいい綿パンツ履かせたままズコズコハメる!（10月19日、ラマコス）
- 銭湯の男湯に父親と入ってくる少女を狙った盗撮いたずらわいせつ映像（10月28日、I.B.WORKS）
- 「もうお父さんとお風呂入るの恥ずかしい」 恥じらいが芽生え始めた愛娘の体を洗ってあげると顔を赤らめるので思わず勃起! 娘のワレメから目が離せなくなり、そのままぬぷっと挿入!（11月4日、DIY）
- ワタシとおじちゃんのタノシイ性活（11月4日、アウダースジャパン）
- 悟り世代に逆人生相談! JKにおじさんの悩みを聞いてもらいました（11月11日、DOC）※「ことね」名義
- 好みのタイプは「43歳以上メタボ」という完璧さ（11月11日、バルタン）
- おじさん大好き♥ わたしとえっちなことしよ?（11月18日、MAGIC）
- なめらかスローイラマチオ 2 〜女の子のお口の中って優しくて温かい〜（11月18日、SEX Agent）
- 娘交換 鬼レイプサークル（11月25日、REAL）
- スベ肌&パイパン娘、デカチ●ポを根元までくわえ込む変態ビッチだった（12月1日、リコピン）
- イラマチオじゃない腰振りフェラチオ 07 〜締まりも温かさも膣穴越え。そして決してハラまないナマでの中出し〜（12月16日、SEX Agent）
- 幻惑またがりロングディルド挿入オナニー 〜頭上に生えたチ○ポ玩具にマ○コ汁を垂らす異形のまぐわい〜（12月16日、SEX Agent）
- 超早漏!女の子にしてもらうオナホ手コキ 〜挿入から発射までの天国ロード!いつものオナホがこんなにも!〜（12月16日、SEX Agent）
- ツインテール貧乳パイパンニーハイソックス美少女と中出し性交（12月23日、TMA）
- 少女トイレこじ開けレイプ（12月23日、I.B.WORKS）
- 団地少女連れ込みわいせつ映像（12月23日、I.B.WORKS）

2017年
- わたしの好きな「安い汁男優の濃厚白濁液」 〜溜まりに溜まったグツグツの熱いザーメン、全部私に浴びせてください〜（1月20日、SEX Agent）
- 成長した娘の裸に触れた父親はイケない事と知りつつもチ○ポを勃起させて「禁断の近親相姦」してしまうのか!? 5（2月2日、SODクリエイト）※「ツバサ」名義
- ハミチンしていた僕を指摘しながらも含み笑いを浮かべ、敏感なチ○ポをイタズラされてフル勃起。それを見て目をトロ〜ンとさせ発情した姉は、僕にまたがりロデオする。（2月3日、NON）
- おにいちゃん、いっしょにお風呂はいっても…いい? 〜性に目覚めたパイパン妹とお風呂で中出し性交〜（2月24日、TMA）
- 猟奇的変愛記録 〜ボクはこんな愛し方しかしらない〜（3月13日、Baby Entertainment）
- 無防備な学園（3月24日、TMA）
- DIVA BATTLE ZONE #002 THE BIRTH OF DIVA 2（3月24日、DIVA）
- 娘と父 奇妙な日常 －わたしはパパの子を産む－ いろはめる(18)（4月14日、宇宙企画）
- 「わたしオジサンしか興味ないんです…」って言う枯れ専女子を若いデカチンでガンガン突いてイキ堕とす!（4月25日、ブロッコリー）
- 添い寝リフレのローターオプションでこっそり86倍のビッグバンローターを使ってJKを失神させて心ゆくまでセックスして来た（5月3日、サディスティックヴィレッジ）
- 羞恥! 彼氏連れ素人娘をマシンバイブでこっそり攻めまくれ! 12 素人VSマシンバイブ 激安居酒屋にマジックミラー特設スタジオを設置 春の新入女子大生・女子社員、フレッシュオマ○コいただきます編（5月18日、サディスティックヴィレッジ）
- ブラック企業に勤める僕は残業だらけの毎日… でも可愛いあの娘と一緒なら我慢できる! 今日もソソるあの娘と二人で残業していると、「もうやってられない!」と彼女が怒り出し、いきなりお酒をがぶ飲み!?「まずいよ、社内で飲酒なんて…」と言う僕を無視して泥酔! 僕に説教しだしたと思ったら勢い余ってストレス発散に僕のチ○ポを弄びだし、遂には本番も強要されました!でも、うれしいです、幸せです、強要されるのも悪くないな。（6月1日、SOSORU×GARCON）
- 東京のお嬢様学校の女子校生を下校中にストーキング!そして、ママやパパにバレないように自宅侵入!未開発のキツマンにどっぷり中出しレ○プ!（6月1日、サディスティックヴィレッジ）
- セックスの意味さえ分からない美少女人形… 「これってイケない事じゃないよね…?」 少女に施される変態遊戯… 肢体を蠢く妖しい感覚は、日に日に増していて… もうこの娘は性感の虜（7月25日、オーロラプロジェクト・アネックス）
- 140cm台低身長少女 わいせつ育成計画（7月28日、I.B.WORKS）
- 17周年記念SP 近親相姦 ラップ1枚隔ててお兄さんと妹さんで素股体験してみませんか? 本編撮りおろし10人収録 2枚組（8月10日、アイエナジー）※「める」名義
- 「小父さま、大好き…今日もたくさん可愛がってください…」 年上との濃厚セックスに溺れる美少女は、白く汚されイカされて、我を忘れて喘ぎ尽くす…。（8月13日、オーロラプロジェクト・アネックス）
- 地域男女相撲大会に向けて集まった合宿中の少女わいせつ映像（8月25日、I.B.WORKS）
- 万引き新任女教師 アナル処女喪失 2穴ナマ中出し (9月7日、サディスティックヴィレッジ)

### イメージDVD
- 初裸 virgin nude 92（2016年5月5日、REbecca）

### 写真集
- 原寸大おっぱい図鑑 Ecstasy（2017年11月17日、一迅社　撮影：須崎祐次）Aカップ担当

## 出演

### テレビ
- 第2回クイズ おならで答えて！完全版～目指せ！海外旅行（2017年8月16日、パラダイステレビ）[4]